# Helmholtzia novoguineensis
Helmholtzia novoguineensis är en enhjärtbladig växtart som först beskrevs av Kurt Krause, och fick sitt nu gällande namn av Carl Skottsberg. Helmholtzia novoguineensis ingår i släktet Helmholtzia och familjen Philydraceae. Inga underarter finns listade.